# NGC 2775
NGC 2775（Caldwell 48）は、かに座の方向にある渦巻銀河である。この銀河は、銀河バルジといくつかの渦状腕を持つが、HII領域はほとんど検出されず、近年星形成が行われたことを示している。1783年にウィリアム・ハーシェルが発見した。
NGC 2775は、おとめ座超銀河団の一部である小さなNGC 2775銀河団で最も明るい。この銀河団には、他にNGC 2777やUGC 4781が属している。
SN1993zは、NGC 2775内で発生したことが知られている唯一の超新星である。Ia型超新星で、ピーク時は13.9等級であった。